# Althepus noonadanae
Althepus noonadanae is een spinnensoort uit de familie Psilodercidae. De soort komt voor in de Filipijnen.